# Ричи (Мисури)
Ричи (енгл. Ritchey) град је у америчкој савезној држави Мисури.

## Демографија
По попису из 2010. године број становника је 82, што је 6 (7,9%) становника више него 2000. године.
| Група             | 2000.      | 2010.      |
| Белци             | 73 (96,1%) | 79 (96,3%) |
| Афроамериканци    | 0 (0,0%)   | 0 (0,0%)   |
| Азијати           | 0 (0,0%)   | 0 (0,0%)   |
| Хиспаноамериканци | 0 (0,0%)   | 0 (0,0%)   |
| Укупно            | 76         | 82         |